# Едвард Коп
Едвард Дрінкер Коп (англ. Edward Drinker Соре; 28 липня 1840 , Філадельфія, Пенсільванія  — 12 квітня 1897 , Філадельфія, Пенсільванія ) — американський зоолог, палеонтолог, порівняльний анатом, герпетолог та іхтіолог. Народився в заможній квакерській родині, змалку проявляв неабиякий інтерес до науки, опублікувавши свою першу наукову статтю у віці 19 років. Попри те, що батько намагався виховати Копа як джентльмена-фермера, зрештою він примирився з науковими амбіціями сина.
Коп не мав формальної наукової освіти, і відмовився від викладацької посади в користь практичної польової роботи. У 1870—1880-х роках він регулярно подорожував заходом США, займаючись пошуковими роботами, часто у складі команд Геологічної служби США. Особиста ворожнеча між Копом і його сучасником — палеонтологом Отніелем Чарльзом Маршем — вилилася в період інтенсивної конкуренції у пошуках скам'янілостей, відому сьогодні як «кістяні війни». Фінансові статки Копа погіршилися після ряду невдалих гірничодобувних проєктів у 1880-х роках, що змусило його розпродати більшу частину своєї колекції скам'янілостей. Наприкінці життя він пережив відродження своєї кар'єри, перш ніж помер 12 квітня 1897 року.
Не дивлячись на те, що наукові пошуки Копа ледь не збанкрутували його, його внесок сприяв становленню американської палеонтології. Він був плодовитим автором, опублікувавши за життя 1400 наукових робіт, хоча його конкуренти сперечалися про достовірність його поспішливо опублікованих праць. Він відкрив, описав і назвав понад 1000 видів хребетних тварин, зокрема сотні риб і десятки динозаврів. Серед його теоретичних внесків особливо відзначається його припущення про походження молярів у ссавців.

## Біографія

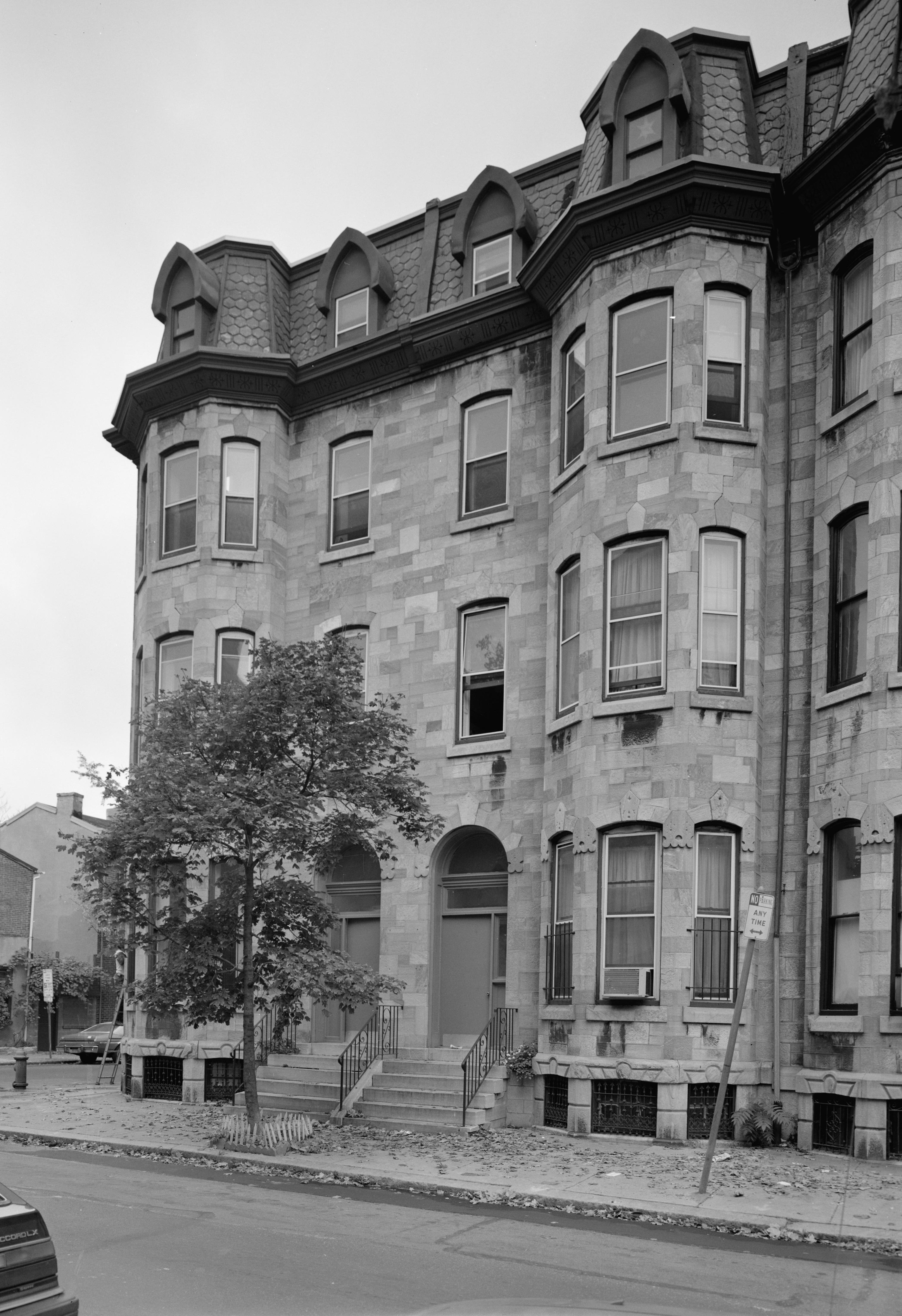
Будинок, в якому жив Едвард Коп

З 1864 по 1867 р. — професор в коледжі Гейверфорду в Філадельфії, пізніше професор геології та палеонтології в Пенсільванському університеті; проводив дослідження в Канзасі, Вайомінгу, Нью-Мексико, здійснив ряд експедицій в західні штати. Результатом цих праць було створення колекції з більш ніж 1000 вимерлих хребетних, з якими Коп познайомив науку, щонайменше, з 600 видами. Ним були відкриті 56 видів динозаврів, у тому числі Amphicoelias, Camarasaurus та Coelophysis. Багато хто з цих тварин описані в доповідях науковим товариствам у Філадельфії, у звітах Геологічної служби США і в інших виданнях.
Коп також видав дослідження про риб, земноводних, плазунів і ссавців різних частин світу і зробив спостереження над анатомією цих тварин, які, у зв'язку з його палеонтологічними дослідженнями, привели його до нових поглядів на їхню систематизацію. Він же з 1869 р. надрукував ряд статей по еволюції, статті пізніше об'єднані під одним загальним заголовком «The Origin of the Fittest». В американській палеонтології Коп — один з основоположників неоламаркізму.

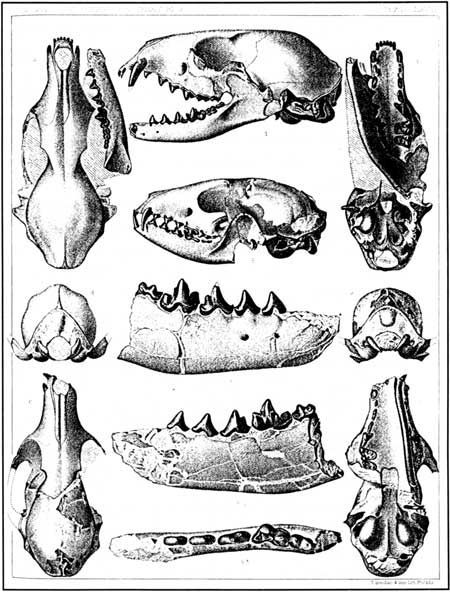
Ілюстрація з книги Копа The Vertebrata of the Tertiary Formations of the Far West

Коп був одним зі старших редакторів журналу «American Naturalist».
Період суперництва Едварда Копа з іншим відомим палеонтологом Чарльзом Маршем, в американському палеонтологічному товаристві відомий під назвою «костяні війни». Обидва вчених змагалися в тому, хто знайде найбільш сенсаційні рештки динозаврів.
У 1993 р. Роберт Бекер, виявивши, що таксон Homo sapiens не має типового екземпляра, вказав як такого Едварда Копа, і описав його череп.
Едвард Коп відкрив кілька еволюційних законів, відомих як «закони Копа». Отримав золоту медаль Біґсбі від Лондонського геологічного товариства (1879) за внесок у вивчення палеонтології хребетних.